# David Livramento
David da Silva Livramento (nascido em 18 de dezembro de 1983 em Faro) é um ex. ciclista profissional português.

## Biografia
Ciclista histórico do Clube Ciclismo de Tavira, onde permaneceu durante 30 anos e ligado às maiores vitórias alcançadas pelo Clube Ciclismo de Tavira.
Após dez anos passados nas equipas de formações, David Livramento ingressa na equipa profissional portuguesa Duja-Tavira em 2006. Durante os seus primeiros anos nas fileiras da equipa, ocupa um papel de destaque para os seus líderes David Blanco e Ricardo Mestre, durante os seus sucessos na Volta a Portugal.
Bom escalador, distingue-se ao nível nacional em 2012, conseguindo o Circuito de Nafarros, e a classificação final do grande Prêmio Onda-Boavista. Classifica-se igualmente duo-décimo na Volta à comunidade de Madri e na Volta a Portugal. Estas boas temporadas outorgam-lhe um estatuto de corredor protegido nas fileiras da sua equipa para a temporada de 2013.

## Palmarés
- 2010
  - 5º da Clássica do Sotavento (a) (POR)
  - 5º da geral da Volta a Tras os Montes e Alto Douro (POR)
  - 7º na etapa 3 da Volta a Portugal, Mondim de Basto (POR)
- 2012
  - 12° Vuelta a la Comunidad de Madrid
  - Circuito de Nafarros
  - Grande Prêmio Onda-Boavista :
    - Classificação geral
      - 1.ª etapa
- 2013
  - 5° Campeonato Nacional Estrada (POR)

## Classificações mundiais
| Ano             | 2010   | 2011 | 2012  | 2013  |
| UCI Europe Tour | 903.º. |      | 996.º | 780.º |